# Житловий будинок (Думська вулиця, Ніжин)
Житловий будинок — пам'ятка архітектури місцевого значення у Ніжині. Наразі тут розміщується Державна санітарно-епідеміологічна служба.

## Історія
Спочатку об'єкт було внесено до «список пам'яток архітектури нововиявлених» під назвою «Житловий будинок Кушакевича».
Наказом Міністерства культури і туризму від 21.12.2012 № 1566 надано статус «пам'ятник архітектури місцевого значення» з охоронним № 10051-Чр під назвою «Житловий будинок».

## Опис
Будинок збудований наприкінці XVIII століття (за іншими даними наприкінці ХІХ століття).
Кам'яний, двоповерховий, симетричний, прямокутний у плані будинок. Фасад акцентований парами пілястр. Профільований карниз, що вінчає, оперізує будівлю. У прямокутних нішах розташовані прямокутні отвори, мають профільоване обрамлення. По центру фасаду розташовані вхідні двері з арочним навісом (козирком).
Наразі тут розміщується Державна санітарно-епідеміологічна служба.